# Alfarata
 (août 2025).
Alfarata est une census-designated place située dans le comté de Mifflin, dans l’État de Pennsylvanie, aux États-Unis. Lors du recensement de 2020, elle compte 154 habitants.